# Millonarios FC
Millonarios Fútbol Club är en colombiansk fotbollsklubb från huvudstaden Bogotá, grundad 1937 av studenter från Colegio San Bartolomé.
Officiellt datum för klubbens grundande är den 18 juni 1946. Under 1950-talet var Millonarios ett av världens bästa klubblag med världsstjärnor som Alfredo Di Stéfano.
Radamel Falcao har tillbringat sin fotbollskarriär som ung i Club Deportivo Los Millonarios. Där övertalade tränarna honom att ta ett steg upp till River Plate i Argentina.